# Loma de Mazatepec
Loma de Mazatepec är en ort i Mexiko.   Den ligger i kommunen Olinalá och delstaten Guerrero, i den sydöstra delen av landet, 180 km söder om huvudstaden Mexico City. Loma de Mazatepec ligger 1 746 meter över havet och antalet invånare är 159.
Terrängen runt Loma de Mazatepec är huvudsakligen kuperad. Loma de Mazatepec ligger uppe på en höjd. Runt Loma de Mazatepec är det ganska glesbefolkat, med 28 invånare per kvadratkilometer. Närmaste större samhälle är Huamuxtitlán, 17,7 km sydost om Loma de Mazatepec. I omgivningarna runt Loma de Mazatepec växer huvudsakligen savannskog.